# Згерский, Ян Николай
Ян Николай Згерский (пол. Jan Mikołaj Zgierski; май 1653 — 6 декабря 1713) — религиозный и государственный деятель Великого княжества Литовского; великий духовный секретарь литовский в 1684—1698 годах.

## Биография
Принадлежит к гербу «Домброва». Рукоположен в священники 14 апреля 1681. Первоначально был пастором в Новогрудке и Вильно. С 10 сентября 1684 по 28 августа 1968 годы занимал пост великого духовного секретаря литовского. 2 января 1696 рукоположен в епископы-суфраганы виленские.
Во время гражданской войны в ВКЛ в 1696—1702 годах Згерский выступал посредником и сторонником мирного разрешения конфликта. В 1706—1710 годах — епископ смоленский, с 21 июля 1710 по 6 декабря 1713 — епископ жемайтский.